# رسانندگی گرمایی
رسانندگی گرمایی، در فیزیک، {\displaystyle k}، خاصیتی از اجسام است که بیانگر توانایی آنها در انتقال گرما می‌باشد. این ضریب در قانون فوریه ظاهر می‌شود. یکای رسانندگی گرمایی در دستگاه SI وات بر کلوین متر است (W·K−۱·m−۱).

## مقدار رسانندگی گرمایی برای مواد مختلف در دمای اتاق(۲۵)
| ماده                       | رسانایی گرمایی W/(m·K)       |
| ایروژل                     | ۰٫۰۰۴–۰٫۰۴                   |
| هوا                        | ۰٫۰۲۵                        |
| چوب                        | ۰٫۰۴–۰٫۴                     |
| الکلها و روغن‌ها            | ۰٫۱–۰٫۲۱                     |
| پلی‌پروپیلن                 | ۰٫۲۵                         |
| نفت                        | ۰٫۱۳۸                        |
| LPG                        | ۰٫۲۳–۰٫۲۶                    |
| اپوکسی (با زمینه سیلیکایی) | ۰٫۳۰                         |
| اپوکسی (بدون زمینه)        | ۰٫۵۹                         |
| آب (مایع)                  | ۰٫۶                          |
| شیشه                       | ۱٫۱                          |
| خمیر سیلیکون               | ۱-۱۰                         |
| خاک                        | ۱٫۵                          |
| یخ                         | ۲                            |
| سرب                        | ۳۵٫۳                         |
| آلومینیوم                  | ۲۳۷ (خالص) ۱۲۰—۱۸۰ (آلیاژها) |
| طلا                        | ۳۱۸                          |
| مس                         | ۴۰۱                          |
| نقره                       | ۴۲۹                          |
| الماس                      | ۹۰۰–۲۳۲۰                     |